# Johanna Toftby
Johanna Matilda Toftby, född 2 juni 1973 i Skövde, är en svensk bloggare, egenföretagare, influerare och tidigare frisör. Hon är mest känd för sin medverkan i TV-programmet Ensam mamma söker på TV3, där hon deltog hösten 2008. Hon har även medverkat i Bingolotto, Singing Bee, Fångarna på fortet, Malou efter tio och Nyhetsmorgon.
Toftby började, samtidigt som hon var med i Ensam mamma söker, med att blogga för tidningen Mama. År 2010 startade hon den egna bloggen johannatoftby.se, som sedermera har blivit förflyttad till tidningen Amelias sida på Expressen. Hon har även skrivit två böcker. I boken 30 om dagen: En livsresa berättar hon bland annat om när hon förlorade ett barn, vilket hon även har berättat om i Malou efter tio.
Toftby är sedan år 2024 bosatt i Alingsås, tillsammans med livskamraten Janne Fors. Paret gifte sig i juni 2023, i samband med Toftbys eget 50-årsfirande.